# Shigeo Sawairi
Shigeo Sawairi (Shizuoka, 8 mei 1963) is een voormalig Japans voetballer.

## Carrière
Shigeo Sawairi speelde tussen 1986 en 1995 voor Nagoya Grampus Eight.